# Catherine Tanvier
Catherine ("Cathy") Tanvier (28 de mayo de 1965) es una tenista profesional francesa retirada de la actividad. Estuvo activa en la década de 1980 y parte de 1990. Alcanzó la posición Nro. 20 en el ranking ATP en 1984 y ganó un título en sencillos y nueve en dobles de la Women's Tennis Association.

## Carrera
En 1982 Tanvier se convirtió en campeona juvenil de Wimbledon tras derrotar a Helena Suková en la final.
Tanvier ganó su único título en sencillos para la Women's Tennis Association en 1983 en el Abierto de Friburgo, derrotando a Laura Arraya en la final en sets corridos.
En el Torneo de Wimbledon alcanzó la cuarta ronda en sencillos en 1985, perdiendo en esta ocasión contra Zina Garrison. La cuarta ronda también fue su mejor posición en el Abierto de Australia (1989, 1990, 1991) y Roland Garros (1983, 1988). En dobles, su mejor resultado en un Grand Slam fue la semifinal de Roland Garros en 1983 junto a Ivanna Madruga.
Tanvier ha publicado dos biografías, en 2007 escribió Déclassée – de Roland-Garros au RMI, y en 2013 publicó Détraquements, de la colère à la torpeur.
En 2010 hizo su debut como actriz en la película Film Socialisme de Jean-Luc Godard.